# 海南医学院

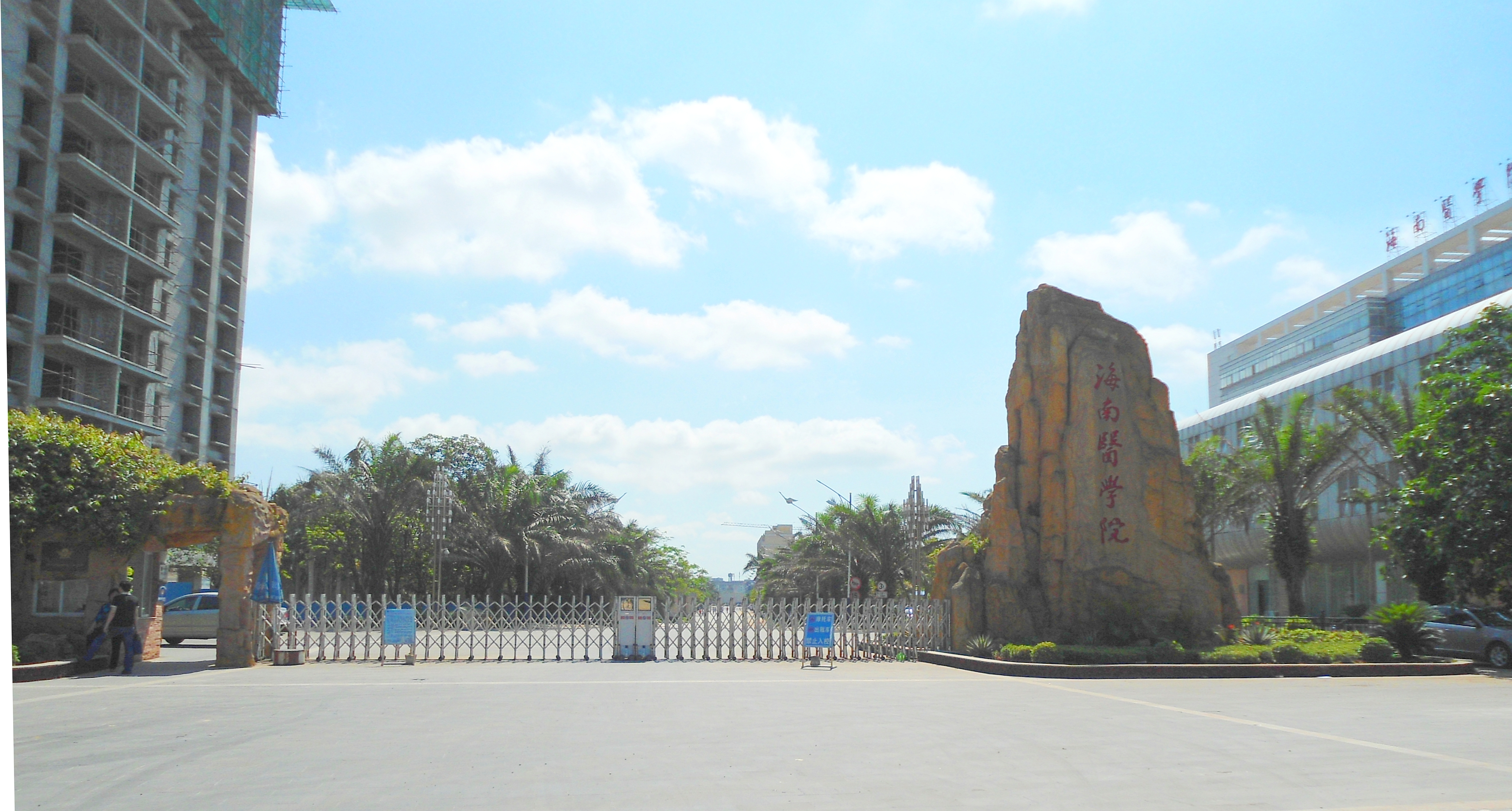
海南医学院

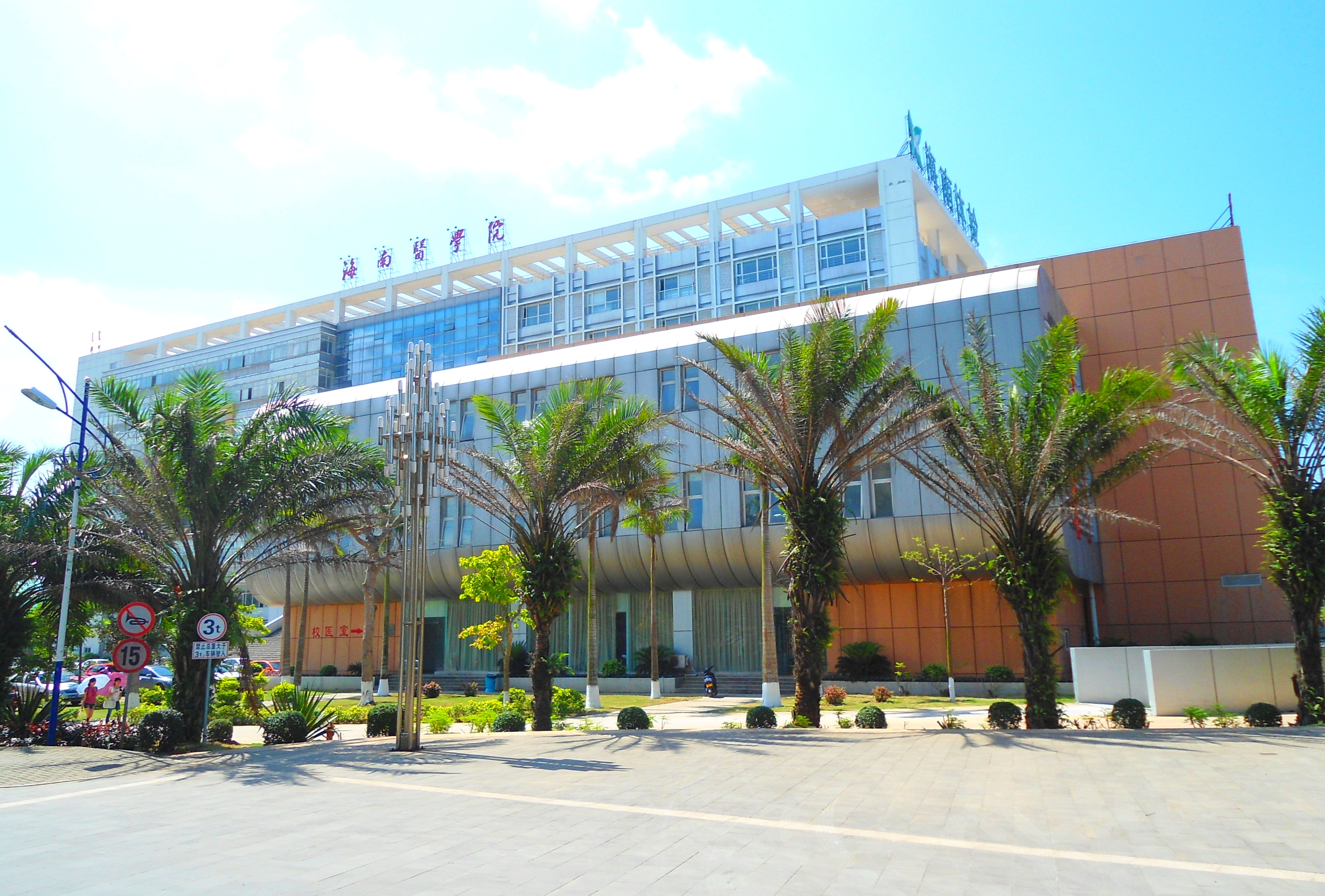
校舎

海南医学院は、中国の海南省海口市にある省所属の医学専門の単科公立大学である。

## 歴史
- 1947年 - 私立海強医事技術学校
- 1948年 - 私立海南大学医学院

## 校舎
- 学校には二つの校区があり、それぞれ、城西、龍華校区に分かれている。

## 院系
海南医学院は11の学院がある。
- 臨床学院
- 薬学院
- 口腔医学院
- 国際護理学院
- 熱帯医学・検疫医学院
- 公衆衛生学院
- 理学院
- 管理学院
- 中医学院
- 心理学系
- 高等職業教育学院

## 学院長
- 呂伝柱

1962年11月生まれ。急診外科主任医師、教授、博士研究生導師、海南省人大常委、国務院特殊津貼専門家、中華急診協会副主委、中華医院管理学会急救中心管理分会副主委。

## その他
- 当校は留学生の受け入れも行っている[2]。
- 就学年数は臨床医学部で6年。